# Maggie Alphonsi
Margaret Omotayo Sanni Alphonsi, più conosciuta come Maggie Alphonsi (Londra, 20 dicembre 1983), è una dirigente sportiva e giornalista britannica, in precedenza rugbista internazionale per l'Inghilterra, con cui si laureò campionessa mondiale nel 2014 e si aggiudicò sette edizioni consecutive del Sei Nazioni tra il 2006 e il 2012.
Per la sua attività e i contributi allo sport del Regno Unito è insignita dell'ordine di Membro dell'Ordine dell'Impero Britannico, nonché membro di World Rugby Hall of Fame.

## Biografia
Cresciuta con sua madre, di origine nigeriana, in un alloggio popolare a Lewisham, sobborgo sudoccidentale di Londra, Maggie Alphonsi era affetta da piede torto congenito che ne limitava l'attività sportiva e al quale pose rimedio attraverso vari interventi chirurgici durante la sua infanzia; fu indirizzata al rugby dalla sua insegnante d'educazione fisica delle superiori, la quale le consigliò un provino presso la squadra femminile del Saracens che fu ampiamente superato.

### Carriera agonistica
Le sue prestazioni furono notate quasi subito, tanto che alla fine della sua stagione d'esordio in prima squadra fu convocata in nazionale inglese in occasione della Churchill Cup 2003 tenutasi a Vancouver, in Canada, e debuttò contro gli Stati Uniti, anche se una serie di infortuni lei occorsi poco dopo la tennero lontana dall'attività per quasi un anno.
Nel 2006 vinse il suo primo titolo inglese e disputò in Canada il suo primo mondiale, che si risolse nella sconfitta in finale contro la Nuova Zelanda.
Ancora, il 2006 fu l'anno del primo dei suoi sette titoli consecutivi del Sei Nazioni, ininterrottamente conquistati fino al 2012, corredati da sei Grandi Slam.

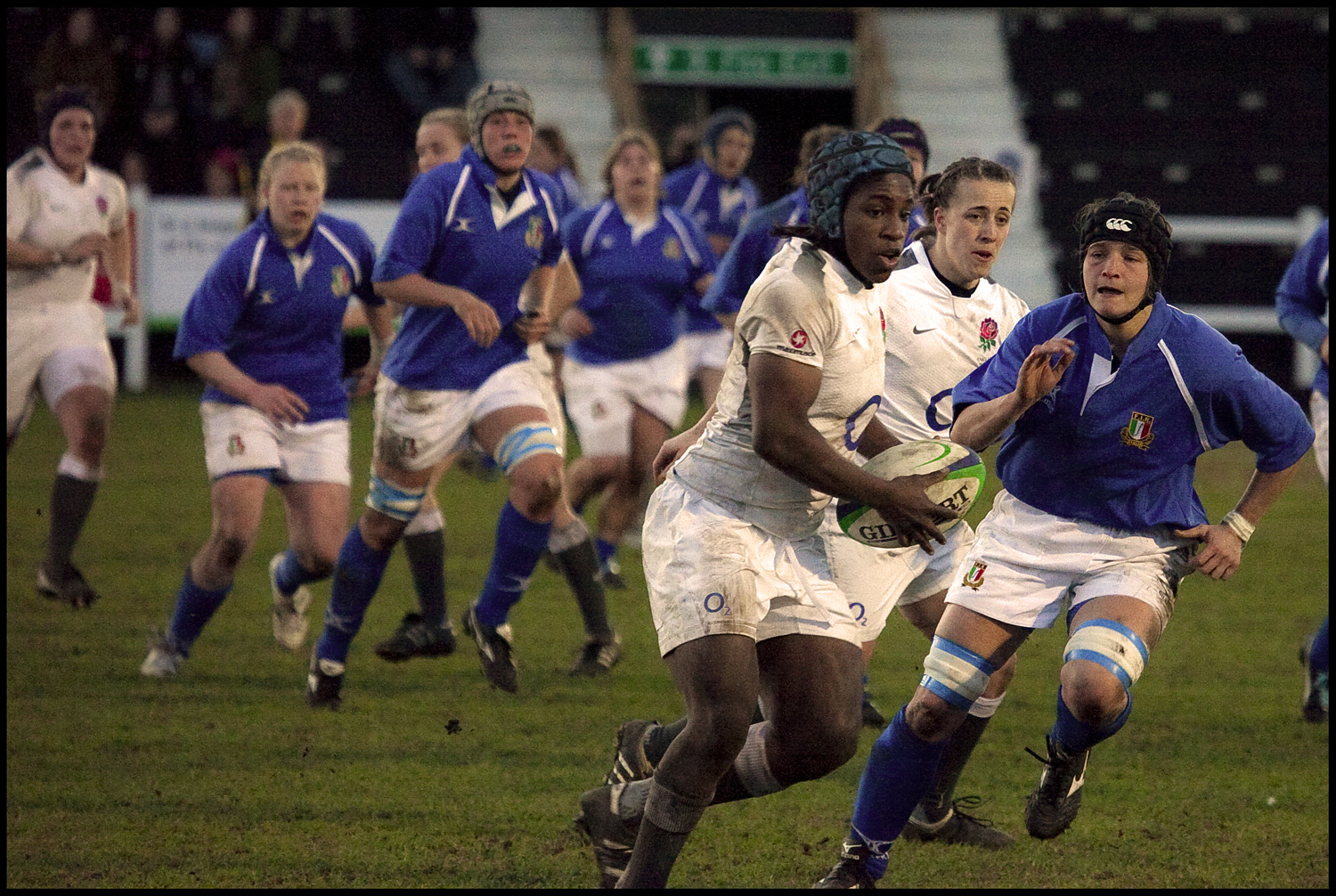
Maggie Alphonsi a Esher contro l', Sei Nazioni 2011

Fu, ancora, alla Coppa del Mondo 2010 che l'Inghilterra giocò in casa e che terminò, come la volta precedente, con il secondo posto e la sconfitta in finale contro le Black Ferns campionesse uscenti.
A giugno 2012 ricevette l'onorificenza di membro dell'Ordine dell'Impero Britannico per il suo contributo al rugby in occasione dell'emissione dei riconoscimenti per il compleanno della regina Elisabetta.
All'epoca di tale conferimento, tuttavia, era inattiva per via di un infortunio al ginocchio che la tenne indisponibile per circa venti mesi, fino a fine 2013, periodo durante il quale iniziò la sua attività di commentatrice televisiva delle gare del Sei Nazioni femminile.
Una volta completamente ristabilitasi, fu di nuovo in campo nel Sei Nazioni successivo e rientrò tra le convocate alla Coppa del Mondo 2014 in Francia, la sua terza, che vide l'Inghilterra laurearsi campionessa mondiale battendo in finale a Parigi il Canada, alla loro prima finale.
Al termine della competizione Alphonsi annunciò il suo ritiro dalla scena internazionale dopo 74 incontri e 28 mete con la maglia dell'Inghilterra e, alla fine della stagione successiva, cessò del tutto la propria attività agonistica.

### Attività post-agonistica
Nel 2016 Alphonsi ha ricevuto l'ammissione nella World Rugby Hall of Fame in riconoscimento del suo ruolo di avanzamento e promozione del rugby femminile, ed è divenuta la prima donna a ricoprire il ruolo di consigliere della Rugby Football Union a seguito di elezione, incarico al 2025 ancora detenuto.
Per ITV segue fin dal 2015 vari eventi rugbistici internazionali, compresa la Coppa del Mondo maschile, prima donna a rivestire il ruolo di commentatrice in tale competizione.
Vanta due lauree ad honorem, nel 2011 conferita dall'università del Bedfordshire e nel 2023 da quella di Coventry.
Fuori dalle attività collegate allo sport, lavora in proprio come speaker motivazionale.

## Vita privata
Maggie Alphonsi è sposata con l'ex rugbista e allenatrice Marcella Collins, con la quale ha due figli.

## Palmarès
- RWUF Premiership: 4
Saracens: 2005–06, 2006–07, 2007–08, 2008–09
- Coppe del mondo: 1
Inghilterra: 2014

## Opere
- (EN) Maggie Alphonsi, Winning the Fight: My Autobiography, a cura di Gavin Mairs, Edimburgo, Polaris, 2023, ISBN 1-915359-01-5.